# ロベルト・アバド
ロベルト・アバド（Roberto Abbado、1954年12月30日 - 、イタリア、ミラノ）は、イタリア人のオペラ、交響曲の指揮者。現在、彼は、セントポール室内管弦楽団の芸術相談役である。以前、アバドはバイエルン放送のミュンヘン放送管弦楽団の首席指揮者であった。

## 経歴

### 子供時代と修学時代
音楽一家に生まれる。ロベルト・アバドの父はピアニストで作曲家のマルチェッロ・アバドである。父マルチェッロは、1972年から1996年まで、ミラノにあるヴェルディ音楽院の理事を務めていた。ロベルトの祖父ミケランジェロ・アバドはヴァイオリニストであり、また教師であった。叔父は指揮者のクラウディオ・アバドである。
10代の頃にペザーロのロッシーニ音楽院で学び、ピアノをパオロ・ボールドニに師事、ミラノにあるヴェルディ音楽院で作曲をブルーノ・ベッティネッリに師事。指揮法をミラノでマリオ・グセッラに、またヴェネツィアのフェニーチェ劇場でフランコ・フェラーラに師事。また、ローマのサンタ・チェチーリア国立アカデミアでも指揮法を学ぶ。1975年にはウィーンで、ハンス・スワロフスキーの最後の夏期講座にも出席している。

### 指揮者として
1975年、ピエロ・ファルッリは、「ヴィンセンツォ・ガリレイ」オーケストラ＆コーラスがピサ高等師範学校でJ.S.バッハのカンタータを演奏するのに際して、資金を提供した。マリオ・グセッラは一連のコンサートでオーケストラの指揮をするのに適任だとして、ロベルト・アバドをピエロ・ファルッリに推薦した。
1977年、ローマ聖チェチーリア音楽院管弦楽団の演奏家達がアバドにリエティでのコンサートで指揮をして欲しいと依頼した。本来、奨学生にはあり得ない特権なのだが、この時アバドはまだ音楽院での勉強を続けていたところだった。同じ年に、コペンハーゲンで開催された、若い指揮者が参加するマルコ・コンクール（デンマークのラジオ局とテレビ局が主催）で、第二位に入賞する。
1978年、アバドはイタリアや北欧の主要なオーケストラの指揮者としてコンサートに出演している。フェニーチェ劇場オーケストラ、RAI国立交響楽団、ヘルシングボリ交響楽団、オールボー交響楽団などである。1978年、アバドが23歳の時、オペラの指揮者として初めてオーケストラを指揮したのだが、それはマチェラータの球技場でのことであった。新たに制作されたヴェルディの「シモン・ボッカネグラ」を演奏し、レナート・ブルゾン、チェーザレ・シエピ、イルヴァ・リガブエらを出演させた作品であった。また、1979年12月には、フェニーチェ劇場のシーズン初日の公演を指揮している。ロッシーニの「イタリアのトルコ人」を新規に制作した内容であった。
1980年にはヴェルディの「アイーダ」をパレルモのマッシモ劇場で指揮している。そのコンサートの演奏をウィーン国立歌劇場の音楽監督がたまたま見に来ていたのだが、すぐにアバドと契約を結ぶことになった。
1981年、イタリア人作曲家フラヴィオ・テスティの「生き写し」をミラノの小スカラ座で指揮している。同じ年、新たに制作されたロッシーニの「チェネレントラ」をウィーン国立歌劇場で指揮している。ジャン＝カルロ・メノッティの脚本で、アグネス・バルツァ、フランシスコ・アライサ、エンツォ・ダーラ、ジュゼッペ・タッデイらが主演している。
1982年には、ロッシーニの「セビリアの理髪師」をチューリッヒのチューリッヒ歌劇場で指揮している。エディタ・グルベローヴァ、フランシスコ・アライサが出演している。1982年夏には、エディンバラ・フェスティバルでロッシーニの「試金石」を指揮、エドゥアルド・デ・フィリッポが演出し、ミラノ・スカラ座フィルハーモニー管弦楽団とスカラ座合唱団が演奏している。11月にはバルセロナのリセウ大劇場でヴェルディの「ドン・カルロ」を指揮、モンセラート・カバリェ、エレナ・オブラスツォワ、ホセ・カレーラス、レオ・ヌッチ、マルッティ・タルヴェラらが出演している。
アバドのスカラ座のデビューは、1984年、ドニゼッティの「ドン・パスクワーレ」を指揮した時で、セスト・ブルスカンティーニがタイトル・ロールを演じ、他にルチア・アルベルティが出演している。同じスカラ座で、1987年、テスティの「リッカルド三世」の世界初公演の指揮も行っている。ポンキエッリの「ラ・ジョコンダ」を1997年に、ドニゼッティの「ランメルモールのルチア」を2006年に、そして2007年にはファビオ・ヴァッキの「テネーケ」の世界初公演を行っている。ロッシーニの「湖上の美人」は2011年に指揮している。このロッシーニにはジョイス・ディドナート、ダニエラ・バルチェッローナ、ファン・ディエゴ・フローレスらが出演している。
1985年には、フランス国立管弦楽団とソリストのヨーヨー・マと共に出演、パリにデビューしている。アバドはこれまでにヨーロッパの主要なオーケストラを指揮しており、ロイヤル・コンセルトヘボウ管弦楽団、パリ管弦楽団、ミラノ・スカラ座フィルハーモニー管弦楽団、ローマ聖チェチーリア音楽院管弦楽団、RAI国立交響楽団、フィレンツェ五月音楽祭オーケストラ、シュターツカペレ・ドレスデン、ライプツィヒ・ゲヴァントハウス管弦楽団、イスラエル・フィルハーモニー管弦楽団、北ドイツ放送交響楽団、ロッテルダム・フィルハーモニー管弦楽団、ウィーン交響楽団、スウェーデン放送交響楽団、ヨーロッパ室内管弦楽団などが共演した楽団として挙げられる。
1987年には、チリのサンチアゴ市立劇場の音楽監督に指名され、1989年まで務めている。
1989年、バイエルン国立歌劇場で行われたミュンヘン・オペラ・フェスティバルで、フランチェスコ・チレアの「アドリアーナ・ルクヴルール」を指揮し、デビュー。ミレッラ・フレーニ、プラシド・ドミンゴらが出演した。新たに制作された「椿姫」と「アイーダ」でも指揮棒を振っている。さらには、「マノン・レスコー」、「ドン・パスクワーレ」、「カルメン」、そしてプロコフィエフの「三つのオレンジへの恋」を指揮している。アバドは、1991年から1998年にかけてミュンヘン放送管弦楽団の音楽監督を務めた。
1993年にはボローニャ市立劇場管弦楽団と共にツアーを行い、来日している。
1994年には、ニューヨークのメトロポリタン歌劇場で「アドリアーナ・ルクヴルール」でデビュー。また、同劇場で1996年にジョルダーノの「フェドラ」を指揮、新たに制作された内容で、フレーニとドミンゴが出演している。ヴェルディの「椿姫」は2000年に、「エルナーニ」は2008年に演奏している。アメリカ国内では、サンフランシスコ、首都ワシントン、ヒューストンで演奏を行っている。
1995年、「ランメルモールのルチア」でオペラ・バスティーユにデビュー、マレイッラ・デヴィアが出演している。1996年にはカーネギー・ホールにデビュー、セントルークス管弦楽団と共演している。カーネギー・ホールでは、フィラデルフィア管弦楽団、ボストン交響楽団とも共演している。
1998年、彼は新たに制作されたヴェルディの「シチリアの晩鐘」をウィーン国立歌劇場で指揮する。ヘルベルト・ヴェルニケの脚色によるものであった。この年、アバドはフィレンツェ五月音楽祭にロッシーニの「オリー伯爵」でデビュー。フィレンツェではヴェルディの「アッティラ」と「十字軍のロンバルディア人」、ヘンツェのオペラ「パイドラ」、ドニゼッティの「アンナ・ボレーナ」といった曲でも指揮している。
1998年にはボストン交響楽団と共演し、アメリカでのデビューを果たした。これが彼のアメリカでのオーケストラとの関わりの始まりとなった。その他、フィラデルフィア管弦楽団、シカゴ交響楽団、サンフランシスコ交響楽団、クリーヴランド管弦楽団、ニューヨーク・フィルハーモニック、アトランタ交響楽団、ワシントン・ナショナル交響楽団、ロサンジェルス・フィルハーモニック、ミネソタ管弦楽団、ヒューストン交響楽団、セントルイス交響楽団、シアトル交響楽団、シンシナティ交響楽団、ボルティモア交響楽団、ピッツバーグ交響楽団、デトロイト交響楽団、モントリオール交響楽団、トロント交響楽団といった楽団と多くのコンサートで共演している。
1999年にはセントポール室内管弦楽団とも共演。2005年には同オーケストラの芸術的提携者となり、ジェレミー・デンク、パトリシア・コパチンスカヤ、エド・デ・ワールト、クリスティアン・ツァハリアス、トーマス・ゼートメイアらの中で、最も長く提携者を務めている。

### 2000年以降の指揮活動
2003年には、グラハム・ヴィックの演出により新たに制作されたベルディの「シモン・ボッカネグラ」をイタリアトリノのレージョ劇場で上演する。アバドはこのイギリス人の演出家とトリノでもう一度組んで仕事をしており、2008年にモーツァルトの「皇帝ティートの慈悲」を、そして2011年にはペーザロのペーザロ・ロッシーニ音楽祭で「エジプトのモーゼ」を成功させている。同じくペーザロ・ロッシーニ音楽祭では「エルミオーネ」を2008年に、「ゼルミーラ」を2009年に演奏している。
2008年にはボローニャ市立劇場のシーズン初日を指揮している。曲目はハインリヒ・マルシュナーの「吸血鬼」で、ピエール・ルイジ・ピッチの演出によるものだった。アバドは2013年、2014年にもシーズン初日に出演し、2013年にはボブ・ウィルソンの演出でヴェルディの「マクベス」を、2014年にはロメオ・カステッルッチの演出でワーグナーの「パルジファル」を上演している。
2012年には新たに演出し制作されたベルリオーズの「ファウストの劫罰」を指揮、パレルモのマッシモ劇場に出演した。演出家はテリー・ギリアムであった。
2013年にはナポリのサン・カルロ劇場で海外遠征し、香港でフェルザン・オズペテク演出の「椿姫」の公演を行っている。
アバドはまた、主な作曲家達のオーケストラ用の新作の初演を指揮している。クラウディオ・アムブロシーニ、ジョルジオ・バッティステッリ、ニッコロ・カスティリオーニ、アルド・クレメンティ、アツィオ・コルギ、ミケーレ・ダロンガーロ、ルカ・フランチェスコーニ、ネッド・ローレム、スティーヴン・スタッキー、ジャンパオロ・テストーニ、ファビオ・ヴァッキ、チャールズ・ウォリネンといった作曲家達の作品である。ロレンツォ・フェレーロ、マルコ・トゥティーノといった作曲家のオペラの新作についても、初演を務めている。
2022年からボローニャ歌劇場フィルハーモニーの首席指揮者を務める。

## 受賞
- 2009年：フランコ・アッビアティ賞の「年間最優秀指揮者賞」をイタリア国立音楽批評協会から授与されている[注釈 1]。
- 2012年：フランコ・アッビアティ賞の「最優秀演奏制作賞」をペーザロ・ロッシーニ音楽祭での「エジプトのモーゼ」に対して授与されている。

## 家族・親族
- 父 マルチェッロ・アバド - ピアニストならびに作曲家。
- 祖父 ミケランジェロ・アバド - ヴァイオリン奏者、教師[注釈 2]。
- 叔父 クラウディオ・アバド - 指揮者。